# Lomonosov (cráter marciano)
Lomonosov es un colosal cráter de impacto del planeta Marte situado al norte del cráter Kunowsky y al sureste de Inuvik, a 64.9° norte y 9.2º oeste. El impacto causó una depresión de 153 kilómetros de diámetro. El nombre fue aprobado en 1988 por la Unión Astronómica Internacional, en honor al escritor y geógrafo ruso Mijaíl Lomonósov (1711-1765). Se sitúa el cuadrángulo Mare Acidalium y el cuadrángulo Mare Boreum. La topografía es suave y joven en esta área, por lo tanto, Lomonosov es fácil de detectar en grandes mapas de Marte.
El cráter fue nombrado en 1973 en honor de Mikhail V. Lomonosov.

El impacto que creó el cráter ha sido identificado como una posible fuente de olas de tsunami que lavaron las costas de un antiguo océano anteriormente presente en la cuenca Vastitas Borealis. En julio de 2019, se informó de un mayor apoyo para un antiguo océano en Marte que puede haber sido formado por una posible fuente de mega-tsunami resultante de un impacto de meteorito que creó el cráter Lomonosov. 

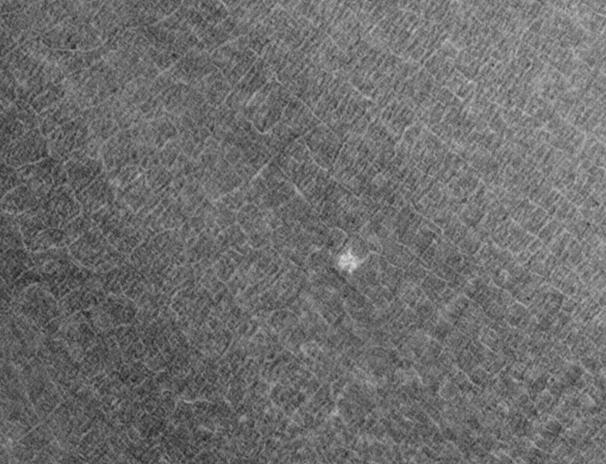
El cráter Lomonosov sobre un terreno con un patrón poligonado, visto desde el Mars Global Surveyor